# 하네스 트링클
하네스 트링클(독일어: Hannes Trinkl, 1968년 2월 1일~)은 오스트리아의 전직 알파인 스키 선수이다. 1998년 동계 올림픽 남자 활강 부문에서 돌메달을 획득했으며 세계 선수권 대회에서 금메달 1개를 획득했다.